# Periodisering (ekonomi)
Periodisering är en grundläggande princip inom redovisning som innebär att utgifter ska kostnadsföras under den period då den underliggande resursen förbrukas, liksom att inkomster ska tas upp som intäkter under den period då de faktiskt intjänas, även om kassaflödet (betalningen) i praktiken genomförs under en annan period. Exempelvis kan en handlare sälja en dator på kredit i december 2007, men få betalt först under 2008. Intäkten redovisas 2007 men pengarna kommer företaget tillhanda först under 2008.